# Summa Ri
Le Summa Ri, ou Savoia Kangri, est un sommet vierge de 7 302 m du massif du Baltoro Muztagh à la frontière entre la Chine et le Pakistan. Il se situe à 2 km au nord-est du Skilbrum (7 410 m), et à 5 km à l'ouest du K2. Sa proéminence est de 202 m. Il présente trois sommets secondaires : le Summa Ri II, 7 133 m à 120 m au sud-ouest, le Summa Ri III, 7 060 m à 70 m au nord-est, et le Summa Ri IV, 6 854 m à 1 650 m au nord-est du sommet principal.

## Tentatives
En 1982, une expédition tchèque composée de Jan Tichy, Jiri Ulrych, Zdenek Lukes et Cestmir Lukes parvint jusqu'à 6 550 m par la face Est. En 1998, une expédition écossaise composée de Nick Bullock, Julian Cartwright, Jamie Fisher, Ewan et Ruaridh Pringle, Paul Schweizer et Alan Swann parvint jusqu'à 7 000 m par la face sud-est,.